# 落ちた事のある空
「落ちた事のある空」（おちたことのあるそら）は、日本のロックバンドDIR EN GREYの楽曲で、メジャー31枚目のシングル。2020年8月3日にリリース。

## 概要
2020年5月2日〜6日にYouTubeのプレミア公開で開催された、DIR EN GREY AUDIO LIVESTREAM 5 DAYSの最終日の本編終了後に告知され、今夏にバンド初となるデジタル配信でリリースされることが発表された。
本来は同時期に開催が予定されていた「TOUR20 疎外」の最終日で発表予定であったが、新型コロナウイルス感染症の感染拡大に伴い同ツアーが中止になったため、前述のYouTube配信での発表となったことが京により明かされている。
同じく間際まで開催が検討されつつも中止が決定したぴあアリーナMM2DAYS公演「The Insulated World -The Screams of Alienation-」のチケット購入者に対し、返金を希望しない場合は返礼品として同シングルのパッケージ版となる『ぴあアリーナMM特別仕様』がチケット1枚につき1つが送られることとなっている。
ぴあアリーナMM2DAYS公演の代替として7月23日および24日にYouTubeで行った『AUDIO LIVESTREAM』企画内にて、「落ちた事のある空 (Promotion Edit Ver.)」がセットリストに組み込まれた。リリース当日にはPVも公開された。アニメーション・イラストは『Agitated Screams Of Maggots』『輪郭』を担当した黒坂圭太、監督は宮崎淳。
ミキシングを担当したのは表題曲がCrossfaithやSum 41などを手掛けたジョシュ・ウィルバー、CLEVER SLEAZOIDが『The Insulated World』DISK 2内の再録曲を手掛けたイェンス・ボグレン。全曲のマスタリングは『The World of Mercy』に引き続きブライアン・ガードナー。
この楽曲はとある企業案件を受けて制作を始めていたものだが、諸般の事情でその案件は無くなっていたと薫は語っている。

## 収録曲
Disc 1
1. 落ちた事のある空
2. CLEVER SLEAZOID
シングル版、アルバム版に続き今回のリアレンジが3度目のレコーディングとなる。ギターは7弦の編成になり、よりユニゾンを意識したフレーズへ変化。歌詩は大半が日本語に書き直されており、アウトロにて再び疾走する構成になっている。
3. Followers [LIVE]
Live Take at Islington Assembly Hall on Feb 5, 2020

Disc 2【Blu-ray or DVD】（ぴあアリーナMM特別仕様）
TOUR20 This Way to Self-Destruction
2020.02.08 Elysée Montmartre -Paris/France- 
1. 絶縁体
2. 軽蔑と始まり
3. 赫
4. Downfall
5. Values of Madness
6. 谿壑の欲
7. Ranunculus
8. The World of Mercy

The World You Live In
2020.03.28 KT Zepp Yokohama
1. SE
2. 人間を被る
3. 軽蔑と始まり
4. Merciless Cult
5. 朔-saku-
6. 絶縁体
7. 赫
8. Downfall
9. 腐海
10. 谿壑の欲
11. Ranunculus
12. The World of Mercy
13. Sustain the untruth
14. 詩踏み

※YouTubeにて生配信された内容とは異なる編集を施した作品となる